# Großsteingräber bei Hohenwulsch
Die Großsteingräber bei Hohenwulsch waren zwei mögliche megalithische Grabanlagen der jungsteinzeitlichen Tiefstichkeramikkultur bei Hohenwulsch, einem Ortsteil von Bismark (Altmark) im Landkreis Stendal, Sachsen-Anhalt. Beide wurden wohl spätestens im 19. Jahrhundert zerstört. Beschreibungen zu den Anlagen liegen nicht vor, ihre mögliche Existenz ist nur durch die Bezeichnungen „neben und über dem Steinbusch“ und „hinterm Steinbusch“ auf einem historischen Messtischblatt belegt.